# Batalha de Hakodate

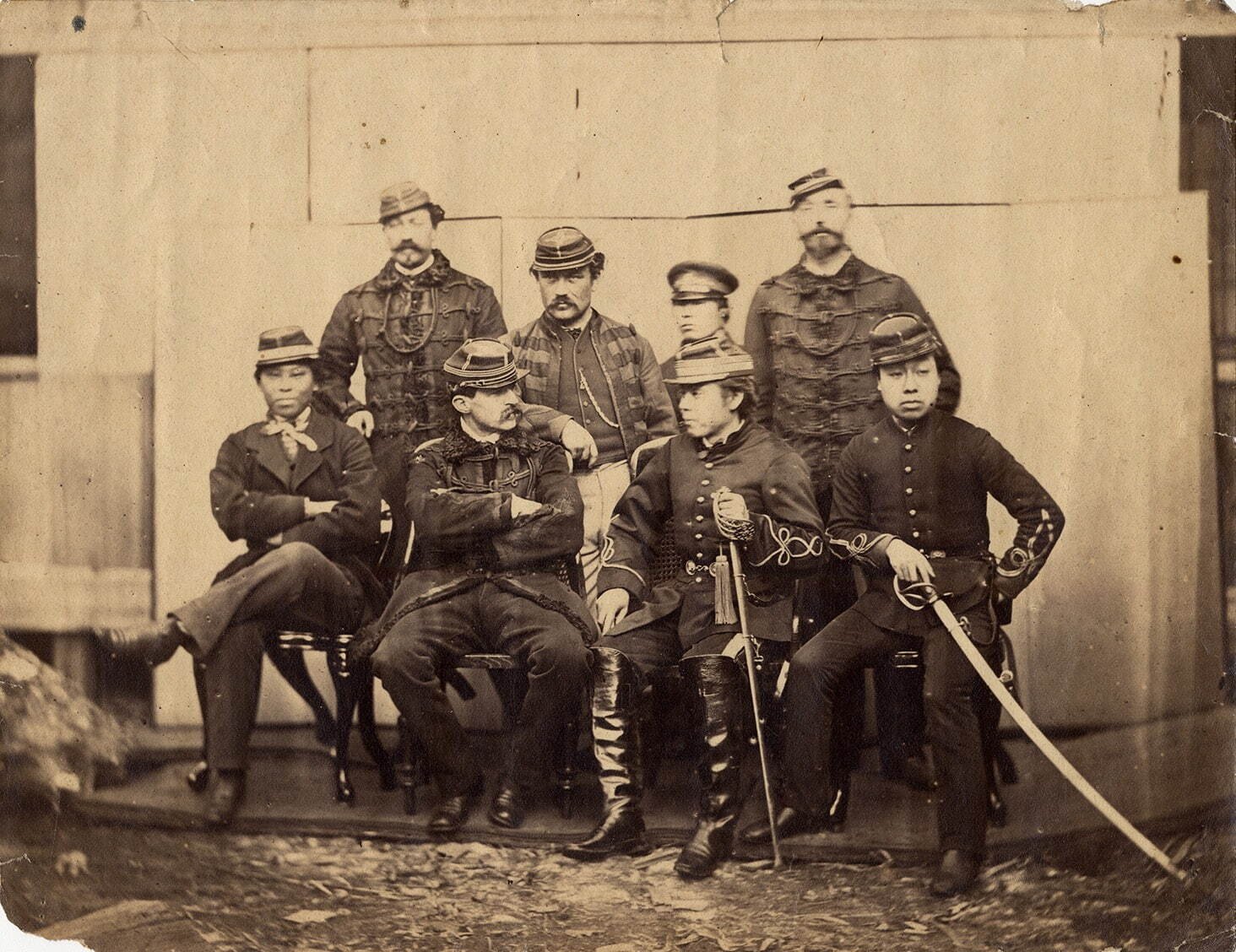
Soldados franceses e japoneses da Republica de Ezo em 1869. Na fileira da frente, segundo da esquerda: Jules Brunet, ao lado de Matsudaira Taro, vice-presidente da Republica.

A Batalha de Hakodate (函館戦争 Hakodate Senso) foi um conflito que ocorreu no Japão de 20 de Outubro de 1868 a 17 de Maio de 1869, entre os remanescentes do exército Xogunal, consolidados nas forças armadas da rebelde Republica de Ezo, e os exércitos do governo Imperial recentemente formado (composto principalmente dos domínios de Choshu e Satsuma). O conflito foi o último ato da Guerra Boshin, e ocorreu nos arredores de Hakodate na ilha japonesa de Hokkaido no norte do Japão.
As tropas do antigo Bakufu lutaram lado a lado com um grupo de conselheiros militares franceses, membros da 1ª Missão Militar Francesa ao Japão, que os haviam treinado durante 1867-1868, comandada por Jules Brunet.

## Antecedentes
A Guerra Boshin teve início em 1869 entre forças favoráveis a restauração do Imperador e as forças governamentais do Bakufu. O recém formado governo Meiji derrotou as forças do Xogun na batalha de Toba-Fushimi e ocupou Edo (Kyoto).
O Almirante Enomoto Takeaki, vice-comandante da Marinha, recusou-se a entregar sua frota para o novo governo e fugiu de Shinagawa em 20 de agosto de 1868, com quatro navios de guerra a vapor (Kaiyo, Kaiten, Banryu, Chiyodagata) e quatro navios de transporte a vapor (Kanrin, Mikaho, Shinsoku, Chogei). Fugiram com ele 2 000 membros da Marinha, 36 membros da "Yugekitai" (tropa de guerrilha) comandada por Iba Hachiro, vários oficias do antigo governo Bakufu como o vice-comandante em chefe do Exército Matsudaira Taro, Nakajima Saburozuke, e membros da Missão Militar Francesa ao Japão, comandada por Jules Brunet.
Em 21 de agosto, a frota encontrou um tufão, no qual o Mikaho foi perdido e o Kanrin, seriamente danificado, forçado a se aproximar da costa, onde foi capturado em Shimizu.
O resto da frota chegou à enseada de Sendai em 26 de agosto, que era um dos centros da Coalizão do Norte (奥羽越列藩同盟) contra o novo governo, composta dos feudos de Sendai, Yonezwa, Aizu, Shonai e Nagaoka.
Enquanto isso tropas Imperiais continuaram a avançar ao norte, tomando o castelo de Wakamatsu, e fazendo com que a posição em Sendai ficasse indefensável. Em 12 de outubro de 1868, a frota deixou Sendai, após ter conseguido mais dois navios (o Oe e o Hou-Ou, que tinham sido emprestados pelo Bakufu a Sendai), e aproximadamente 1 000 homens: tropas do Bakufu sob o comando de Otori Keisuke, tropas Shinsengumi sob o comando de Hijikata Toshinzo, Yugekitai sob o comando de Katsutaro Hitomi, e também vários conselheiros militares (Fortan,  Marlin, Bouffier, Garde) que haviam chegado a Sendai por terra.

## Batalha de Hakodate

### A ocupação do sul de Hokkaido

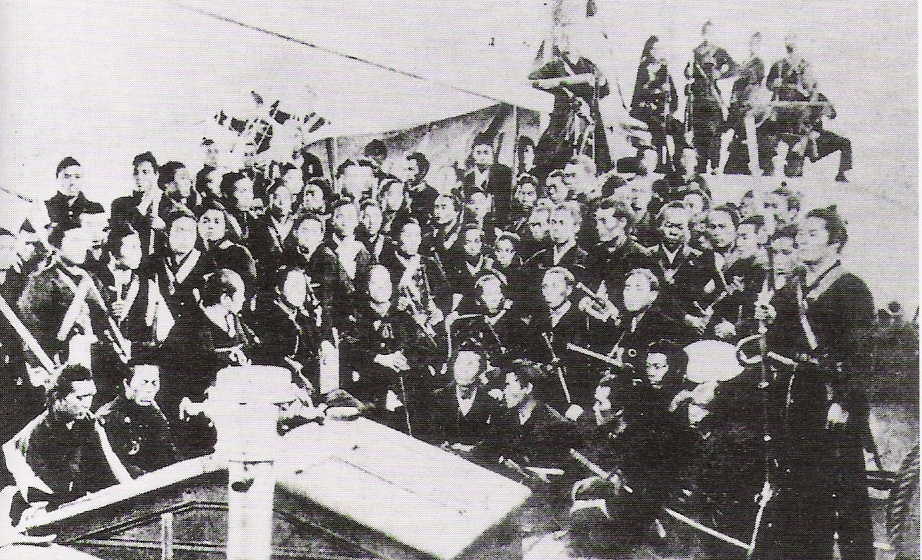
Tropas rebeldes do Bakufu, sendo transportadas para Hakkaido.

Os rebeldes, num total de 3 000 homens e viajando em navios sob o comando de Enomoto chegaram a Hokkaido em outubro de 1868. Eles atracaram na baia de Takonoki, atrás de Hakodate em 20 de outubro. Hijikata Toshizo e Otori Keisuke, cada um comandando uma coluna de soldados foram em direção a Hakodate. Eles eliminaram a resistência local do exército governamental, até eles ocuparem a fortaleza de Goryokaku em 26 de outubro. A fortaleza foi transformada no centre de comando do exército rebelde.

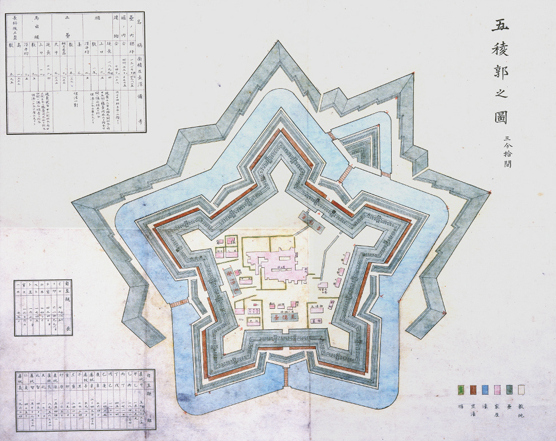
A fortaleza de Goryokaku, o quartel general do exército rebelde.

Várias expedições foram organizadas para tomar o controle total da península ao sul de Hokkaido. Em 5 de novembro, Hijikata, comandando 800 soldados e apoiado pelos navios de guerra Kaiten e Banryo ocuparam o castelo de Fukuyama. Em 14 de novembro, Hijikata e Matsudaira convergiram com suas tropas na cidade de Esashi, com o apoio do navio Kaiyo (na ocasião comandado por Enomoto), e o navio de transporte Shinsoku. Subseqüentemente, Kaiyo naufragou e foi perdido em uma tempestade perto de Esashi, assim como o Shinsoku que se perdeu ao tentar resgata-lo. Essas perdas constituíram um revés significativo para as forças do Bakufu.
Após eliminar toda a resistência local, em 25 de dezembro, eles fundaram baseados no modelo estadunidense, a Republica de Ezo, tendo Enomoto Takeaki como seu presidente (総裁), o único a ter esse titulo no Japão até hoje.

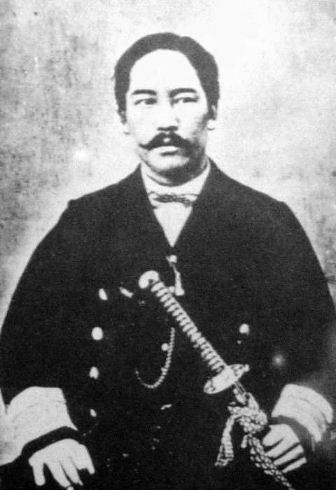
Enomoto Takeaki como Presidente da Republica de Ezo em 1869.

Antecipando futuros ataques das forças Imperiais, um perímetro de defesa for estabelecido em volta de Hakodate. As tropas foram organizadas sobre um comando hibrido franco-japonês. O exército tinha Otori Keisuke como Comandante em chefe e Jules Brunet como segundo em comando. As tropas foram divididas em quatro brigadas cada uma comandada por um oficial francês (Fortant, Marlin, Cazeneuve, Bouffier), que por sua vez foram dividas em oito meia-brigadas comandadas por oficiais japoneses que respondiam aos comandantes franceses. Dois oficiais da Marinha Francesa, Eugène Collache e Henri Nicol também se juntaram aos rebeldes. Collache foi encarregado de construir as defesas fortificadas ao longo das montanhas vulcânicas ao redor de Hakodate, enquanto Nicol foi encarregado de reorganizar a marinha rebelde.
Enquanto isso, a frota Imperial havia sido rapidamente constituída em volta do couraçado Kotetsu, construído pelos franceses e que havia sido comprado dos Estados Unidos. Outros navios Imperiais eram: Ksuga, Hiryu, Teibo, Yoshun, Moshun, que haviam sido fornecidos pelos feudos de Saga, Choshu e Satsuma para o governo recém formado em 1868. A frota deixou Tokyo em 9 de março de 1869, e partiu para o norte.

### Batalha Naval de Miyako

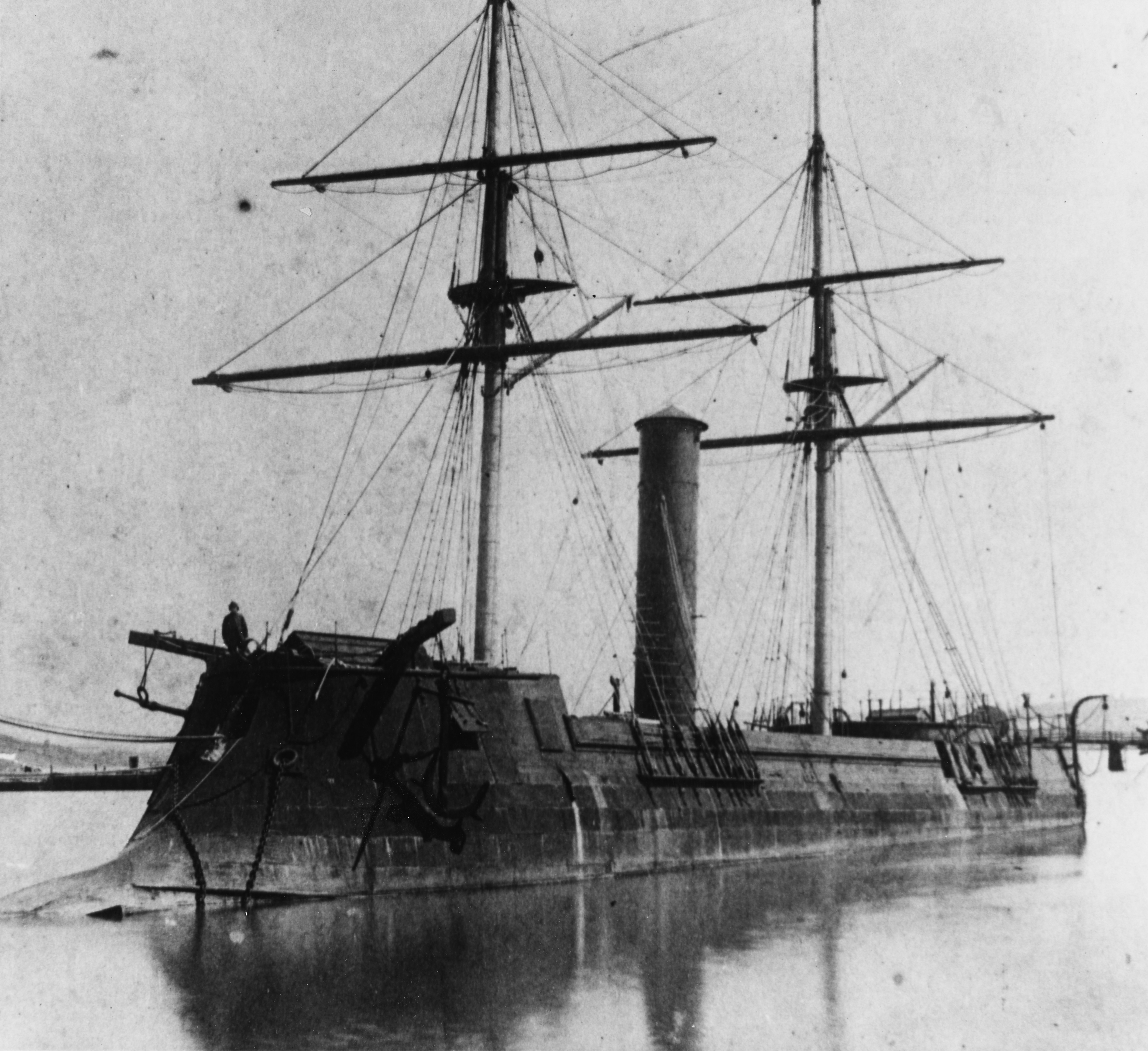
O navio de guerra revolucionário da marinha Imperial, o couraçado Kotetsu.

A marinha Imperial chegou à enseada de Miyako em 20 de março. Antecipando a chegada dos navios Imperiais, os rebeldes organizaram um plano para tomar posse do navio de guerra Kotetsu, que seria uma adição poderosa as forças rebeldes.
Três navios de guerra foram despachados para realizar um ataque surpresa as forças Imperiais, ato que ficou conhecido como a Batalha Naval de Miyako: o Kaiten, no qual estavam a força de elite Shinsengumi e o oficial da Marinha francesa Henri Nicol, o navio de guerra Banryu, com o oficial frances Clateau, e o navio de guerra Takao, com o oficial da Marinha francesa Eugéne Collache a bordo. Tentando um ataque surpresa, a Kaiten entrou na enseada de Miyako com uma bandeira estadunidense. Eles só levantaram a bandeira do Bakufu segundos antes de abordar do Kotetsu. O Kotetsu, entretanto, conseguiu repelir o ataque com uma metralhadora Gatling, o que ocasionou grandes perdas no lado rebelde. Dois navios de guerra rebeldes escaparam de volta a Hokkaido, mas o Takao foi perseguido e auto-naufragado.

### Desembarque das forças Imperiais

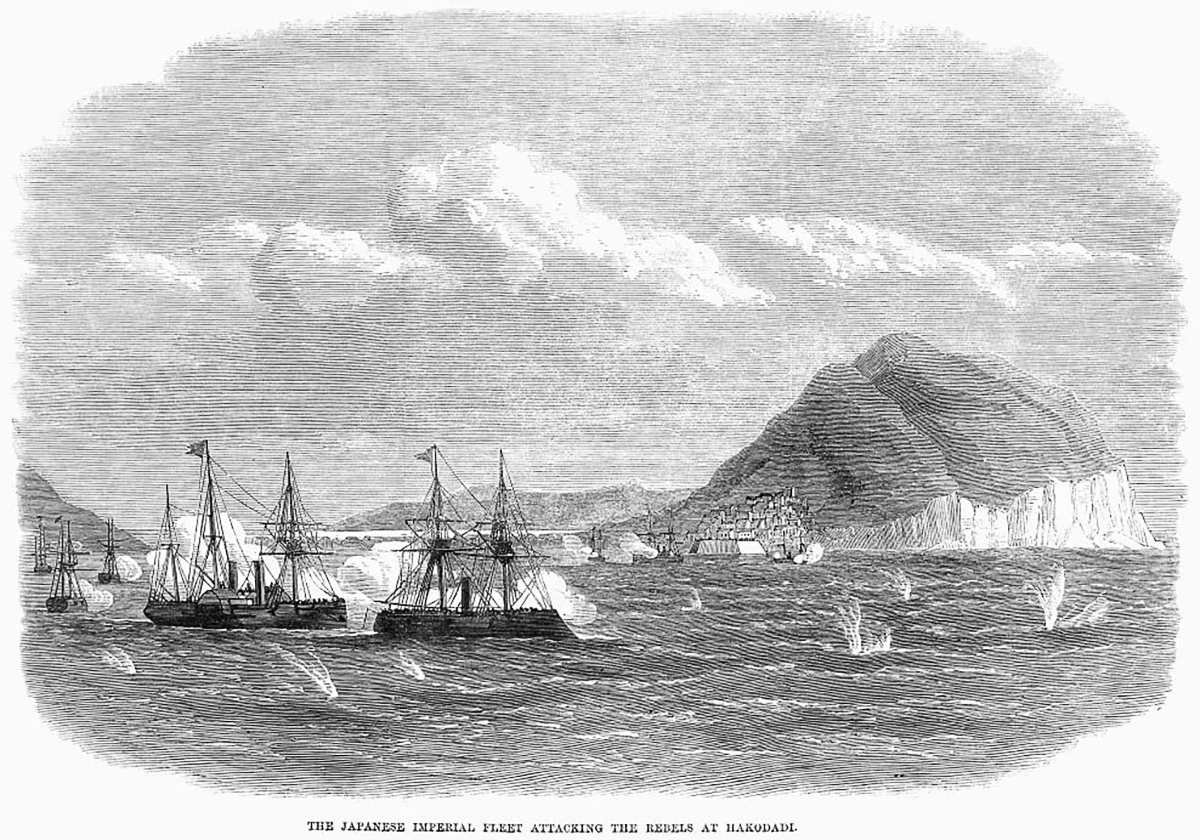
A Batalha Naval de Hakodate, o primeiro conflito entre duas frotas modernas no Japão.

As tropas Imperiais, totalizando 7 000 homens, finalmente desembarcaram em Hokkaido em 9 de abril de 1869. Eles progressivamente tomaram várias posições defensivas rebeldes, até a última resistência ao redor da fortaleza de Goryokaku e Benten Daiba ao redor da cidade de Hakodate.
A Batalha Naval de Hakodate, a primeira batalha naval entre duas marinhas modernas no Japão ocorreu perto do final do conflito, durante  maio de 1869.
Antes da rendição final, em maio de 1869, os franceses escaparam em um navio francês estacionado na baia de Hakodate, o Coetlogon. Eles então embarcaram de volta a Yokohama e depois para a França.
Após terem perdido quase a metade de seus homens e a maioria de seus navios, as forças do antigo Xogunato se renderam em 17 de maio de 1869.

## Epílogo
A batalha marcou o fim do antigo regime do Bakufu, e a eliminação da resistência armada ao estabelecimento da Restauração Meiji e a governança do Imperador Meiji sobre o Japão. Após alguns anos na prisão, vários dos líderes da rebelião foram reabilitados, servindo em cargos no novo regime e perseguindo carreiras políticas brilhantes: Enomoto Takeaki, por exemplo, se consagrou em várias funções ministrais durante a Era Meiji.
O novo governo Imperial, finalmente seguro, estabeleceu várias novas instituições logo após o final do conflito. A Marinha Imperial Japonesa em particular foi criada em julho de 1869, e incorporou muitos dos combatentes e navios que haviam participado na Batalha de Hakodate.
O futuro Almirante Togo Heihachiro, héroi da Batalha de Tsushima (1905), participou da batalha como um atirador a bordo do navio de guerra a vapor Kasuga.

## Visões posteriores da Batalha

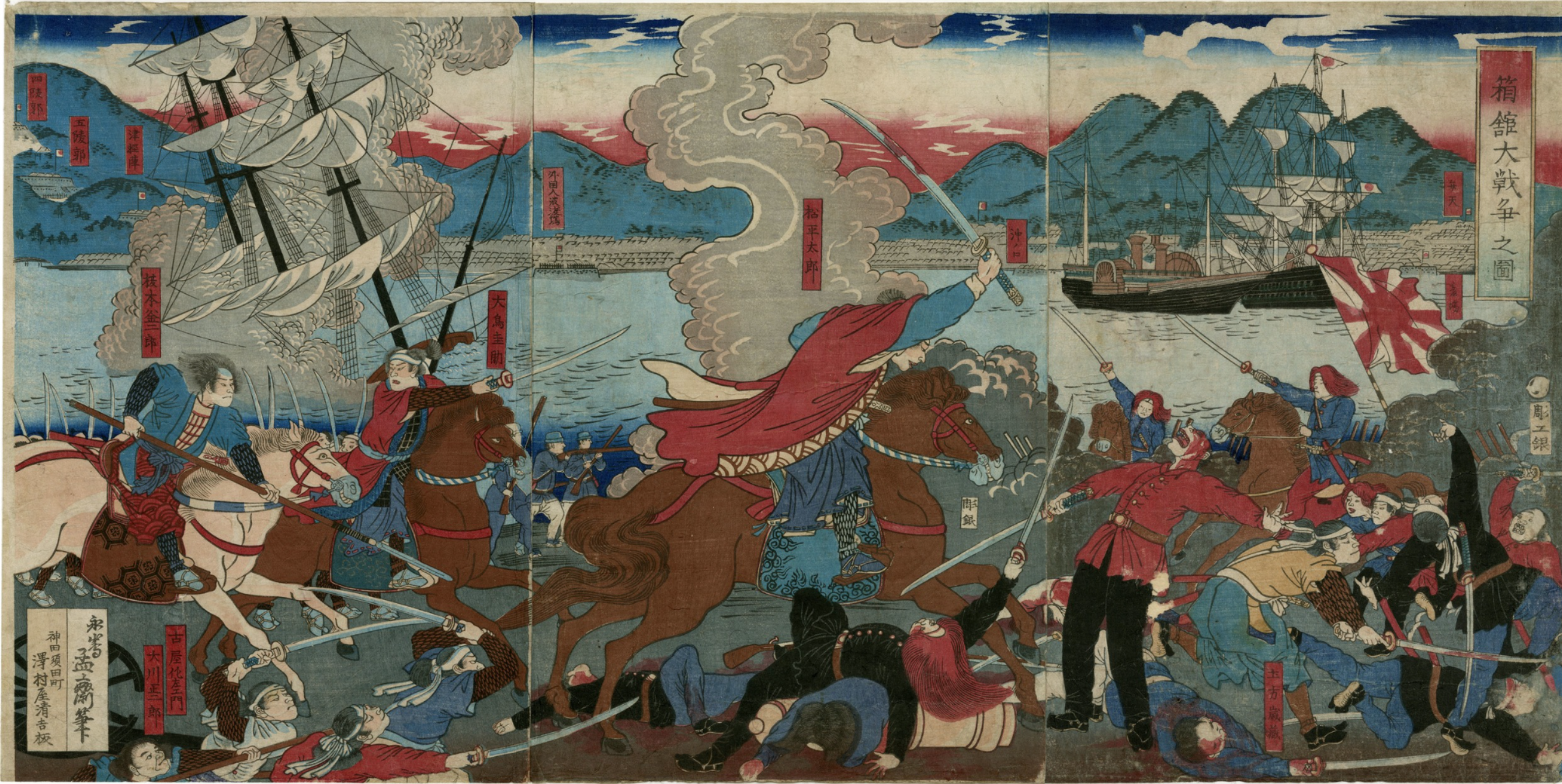
Uma visão japonesa romatizada da Batalha de Hokodate (函館戦争の図), pintada aproximadamente em 1880.

Embora a Batalha de Hakodate tenha envolvido o uso de alguns dos armamentos mais modernos da época (navios de guerra a vapor, e até navios de guerra couraçados, inventados só 10 anos antes, sendo o primeiro o couraçado francês La Gloire), metralhadoras Gatling, canhões Armstrong, uniformes e métodos de luta modernos, a maior parte das representações japonesas posteriores ao conflito (alguns anos após a Batalha) oferecem uma representação anacrônica de luta samurai tradicional, possivelmente uma tentativa de romantizar o conflito, ou de minimizar os atos de modernização já alcançados durante o período Bakumatsu (1853-1868).

## Importância

### Rivalidade Leste-Oeste no Japão
Embora a Restauração Meiji seja geralmente descrita como pacífica, os eventos da Guerra Boshin, culminando na Batalha de Hakodate, indicam um elemento de resistência militar ativo contra a instalação do poder Imperial. Na verdade, a restauração Imperial foi considerada pelo Bakufu mais como um golpe de estado orquestrado pelos feudos ocidentais de Satsuma, Choshu e Tosa. Os membros desses feudos de fato tomaram todas as posições de chave no governo(como Okubo Toshimichi), no Exército(como Saigo Takamori), e na Marinha(como Togo Heihachiro) até o início do século XX, quando o comando Imperial ficou mais independente e o governo se abriu mais amigavelmente para outras regiões.

### Envolvimento francês
A Batalha de Hakodate também revelou um período peculiar na História do  Japão, no qual a França era ativamente envolvida em assuntos japoneses. Igualmente, os interesses britânicos e estadunidenses no Japão eram significativos, mas provavelmente menos visíveis do que o envolvimento francês. Esse envolvimento era parte de uma ampla, e frequentemente desastrosa, atividade estrangeira realizada pelo Império Francês de Napoleão III, seguindo a Campanhã do México . Os membros da Missão francesa que seguiram com os aliados japoneses para o norte abandonaram ou desertaram seus postos do Exército Francês antes de acompanhá-los. Embora tenham sido rapidamente reabilitados quando retornaram para a França, e alguns, como Jules Brunet, perseguiram brilhantes carreiras, parece que  o envolvimento do grupo não tenha sido premeditado ou guiado politicamente, mas ao invés disso tenha sido uma caso de livre escolha e convicção pessoal. Embora tenha sido derrotada nesse conflito, e novamente na Guerra franco-prussiana, a França continuaria a atuar um papel importante na modernização do Japão: uma segunda Missão Militar foi enviada em 1872, e a primeira frota moderna oficial da Marinha Imperial Japonesa foi construída com a supervisão do engenheiro francês Emile Bertin em 1880.

### Modernização
Embora seja geralmente explicado que a modernização do Japão teve início na Período Meiji (1868), ele na verdade teve um significativo início durante os primeiros meses de 1853, nos anos finais do Bakufu (o Período Bakumatsu). A Batalha de Hakodate de 1869 evidenciou o confronto de dois adversários sofisticados em um conflito essencialmente moderno, onde o poder do vapor e das armas de fogo teve papel chave, embora alguns elementos de combate tradicional ainda persistiam. Uma grande quantidade de conhecimentos científicos e tecnológicos ocidentais já havia há muito tempo penetrado o Japão, desde aproximadamente 1720 através do Rankagu, o estudo de ciências ocidentais, e desde 1853 o Bakufu se apresentava extremamente ativo na modernização do país e na sua abertura para influencia estrangeira. De uma forma, o movimento de Restauração, baseado na ideologia do Sonno Joi foi uma reação a essa internacionalização e modernização, embora, no fim, o Imperador Meiji decidiu seguir uma política similar ao Bakufu, sobre o lema Fukoku kyohei (País rico, exército forte). Alguns dos aliados do Império, como Saigo Takamori de Satsuma, iriam revoltar-se contra essa situação, o que levou a Rebelião de Satsuma em 1877.